# Гомель-Пасажирський
Го́мель-Пасажи́рський (біл. Гомель-Пасажырскі) — електрифікована залізнична станція у місті Гомель. Об'єднана станція Гомель має у своєму складі станції Гомель-Пасажирський, Гомель-Північний та Гомель-Непарний. Є найбільшою станцією Білоруської залізниці і єдиною, яка має дві сортувальні гірки. До Гомеля-Пасажирського, крім пасажирського парку, відноситься вантажний парк «А» 
Поруч з пасажирським парком розташований Гомельський вагоноремонтний завод, а біля приміського вокзалу з північного боку розташоване багажне відділення та відділення «Белпошти».

## Історія
Залізничний вокзал станції Гомель було побудовано у 1873 році.
У 1946 році вокзал реконструйовано і відновлено після Другої світової війни.
26 листопада 1996 року до 125-річчя Білоруської залізниці було побудовано приміський вокзал.
20 грудня 2002 року побудований і введений в експлуатацію новий підземний перехід (тунель), а також реконструйовано старий тунель і посадкові платформи, які введені в експлуатацію 27 червня 2003 року.
30 грудня 2015 року станція Гомель-Пасажирський була електрифікована змінним струмом (~25 кВ) в складі дільниці Жлобин — Гомель. Пробна подача напруги до контактної мережі відбулася 12 квітня 2016 року, а з 2 травня 2016 року — в тестовому режимі запущена електрифікація до Жлобина, після чого на регіональному маршруті економ-класу Жлобин — Гомель дизель-поїзда ДР1А були замінені на електропоїзди ЕР9Т. Тепловози ТЕП-60 і ТЕП-70 на поїздах міжрегіональних і міжнародних ліній замінені електровозами серій ЧС4т і ВЛ80с.

## Поїзди міжнародних та міжрегіональних ліній
З вокзалу станції Гомель-Пасажирський поїздами та вагонами безпересадкового сполучення місцевого формування є можливість без пересадок доїхати до найбільших міст Білорусі та Росії.
Місцеві поїзди з'єднують Гомель з містами: Берестя, Мінськ, Гродно, Барановичі, Орша , Могильов, Вітебськ і Полоцьк.
Пасажирські та швидкі поїзди спооучають з містами:  Москва, Санкт-Петербург, Адлер, Саратов тощо.

## Поїзди регіональних ліній
Вокзал є основною точкою «виходу в місто» пасажирів, що прибувають регіональними поїздами.
У нічний час приміський вокзал не працює, але в цей час квитки на регіональні поїзди можна придбати в пасажирських касах.
На приміських поїздах можливо доїхати до станцій: Гомель (кільцевий маршрут), Добруш, Василевичі, Житковичі, Жлобина, Калинковичі, Кравцовка, Круговець, Куток, Могильов, Речиця, Терехівка, Терюха, Хойники тощо.

## Міський транспорт
Вокзал є кінцевою зупинкою для автобусних маршрутів № 1, 3, 3А, 4, 4А, 6, 7, 7А, 8, 8А, 8Б, 9, 10, 10А, 11, 14, 15, 16, 16А, 19, 21, 21А, 28, 35, 36, 37, 40, 41, 43, 52, 55, 58, 58А, 60 а також для тролейбусів № 1, 4, 5, 7, 7А, 10, 15, 16, 19, 22 та проміжною зупинкою для автобусу № 20.

## Галерея

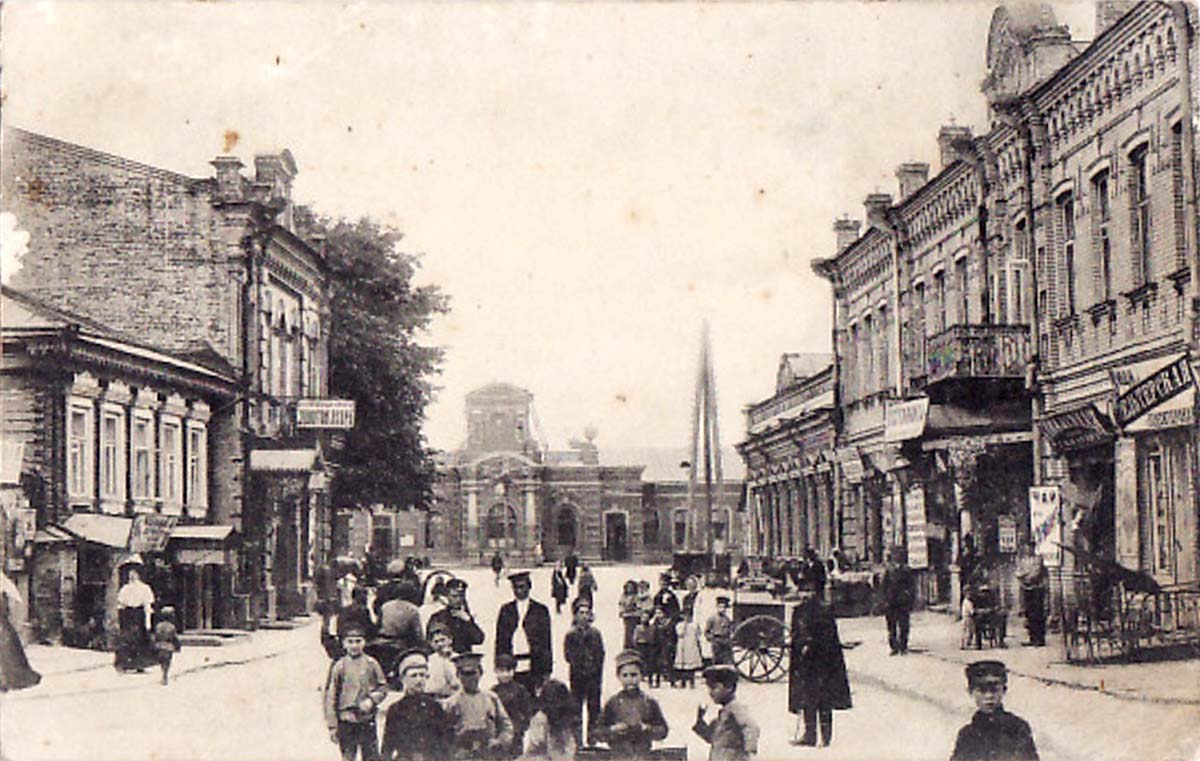
Залізничний вокзал. Вулиця Замкова
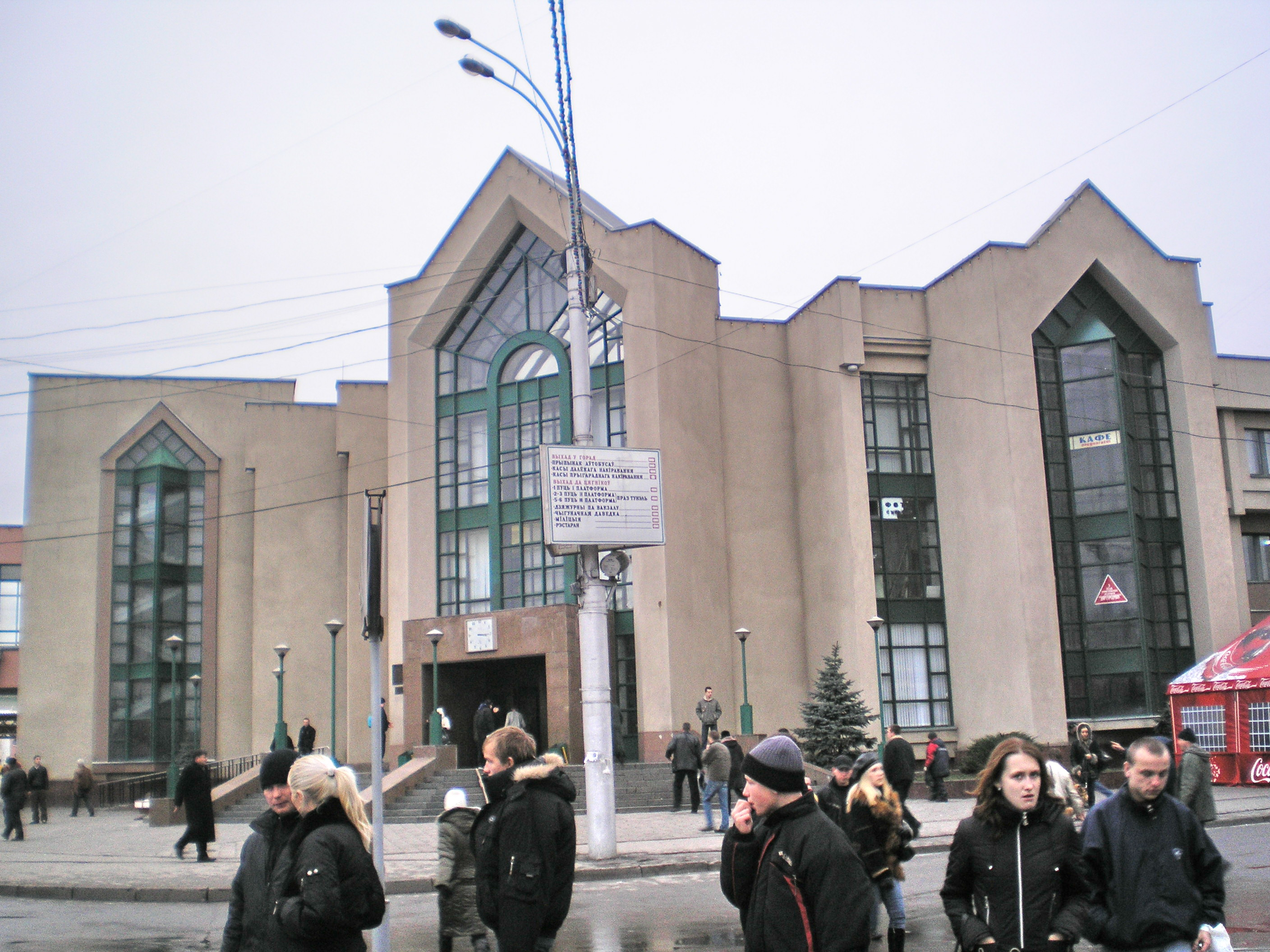
Приміський вокзал
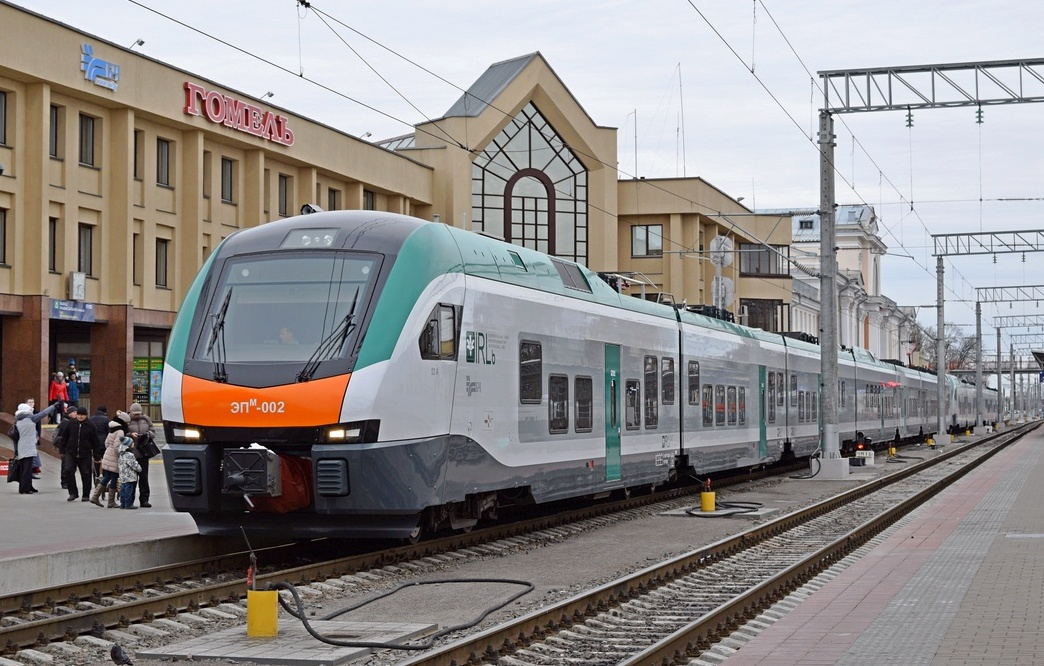
Електропоїзд ЕПм-002 міжрегіональних ліній
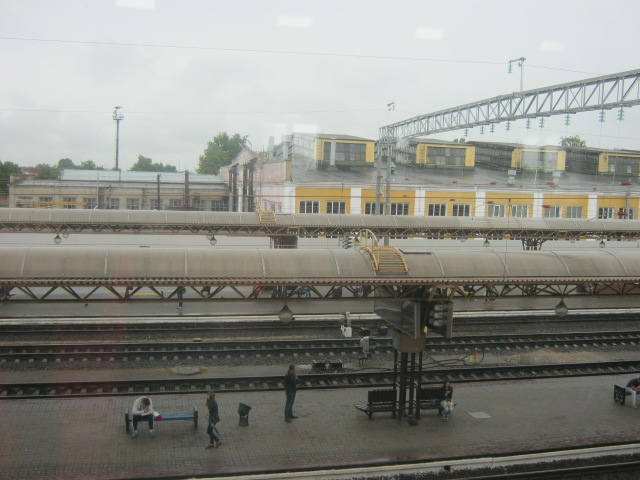
Вигляд з платформ